# 카수비 묘
우간다, 캄팔라에 있는 카수비 묘 (Kasubi Tombs, Ssekabaka's Tombs)는 부간다 왕국 4명의 카바카 (Kabaka)가 묻힌 매장지이자 세계유산이다. 2010년 3월 16일 저녁 8시 30분 경, 카수비 묘가 화재로 거의 파괴되었다.
카수비 언덕에 위치한 카바카의 묘로서 1881년 처음 세워졌다. 무덤의 입구는 위병이 지키고 있다. 무덤은 중부 아프리카의 가장 훌륭한 건축물 중의 하나로 무덤 내부에는 고대의 북, 나무껍질로 만든 옷, 방패, 왕의 칼 등이 있다.
이 곳에는 다음의 카바카가 묻혀있다.
- 무테사 1세 (1835년 ~ 1884년)
- 음왕가 2세 (1867년 ~ 1903년)
- 다우디 치와 2세 (1896년 ~ 1939년)
- 에드워드 무테사 2세 (1924년 ~ 1969년)

## 참고 자료
- 이 문서에는 다음커뮤니케이션(현 카카오)에서 GFDL 또는 CC-SA 라이선스로 배포한 글로벌 세계대백과사전의 내용을 기초로 작성된 글이 포함되어 있습니다.